# 口东镇
口东镇，是中华人民共和国天津市宝坻区下辖的一个乡镇，位于全区中部，距城区7.5公里，面积31平方公里，人口1.5万。林(亭口)黑(狼口)公路过境。乡镇企业有塑料制品厂、服装厂、注塑厂、砖瓦厂等。农业主产小麦、玉米、高粱、水稻。
1950年属第八区，1953年置口东乡，1958年属王卜庄公社，1961年析建口东公社，1983年复置口东乡。
2013年，天津市民政局批复同意撤销口东镇，设立口东街道办事处。
2019年3月，撤销口东街道，设立口东镇。原口东街道辖31个村、户籍人口26968人，辖区面积69.48平方公里。设立口东镇后，保持现有辖区不变，镇政府驻地为口东工业园区潮阳东路1号。。区划代码改为120115126。

## 行政区划
口东镇下辖以下地区：
口东村、小张各庄村、南王家庄村、梁家胡同村、前齐各庄村、东齐各庄村、西齐各庄村、大张各庄村、大坚庄村、石各庄村、黄辛庄村、安乐庄村、东李各庄村、西李各庄村、胡各庄村、张牛屯村、东辛庄村、西辛庄村、上王各庄村、黑狼口村、于古庄村、富王庄村、西庄村、东庄村、八台港村、邹寺后村、刘台村、新寨村、西河口村、老庄子村和鲁文庄村。